# مای کیوکاوا
مای کیوکاوا (انگلیسی: Mai Kyokawa؛ زادهٔ ۲۸ دسامبر ۱۹۹۳) بازیکن فوتبال اهل ژاپن است.
از باشگاه‌هایی که در آن بازی کرده‌است می‌توان به باشگاه فوتبال آی ان ای سی کوبه لئونسا اشاره کرد.
وی همچنین در تیم‌های ملی فوتبال زیر ۱۷ سال زنان ژاپن و زنان ژاپن بازی کرده‌است.